# Jean-Baptiste Lemoyne

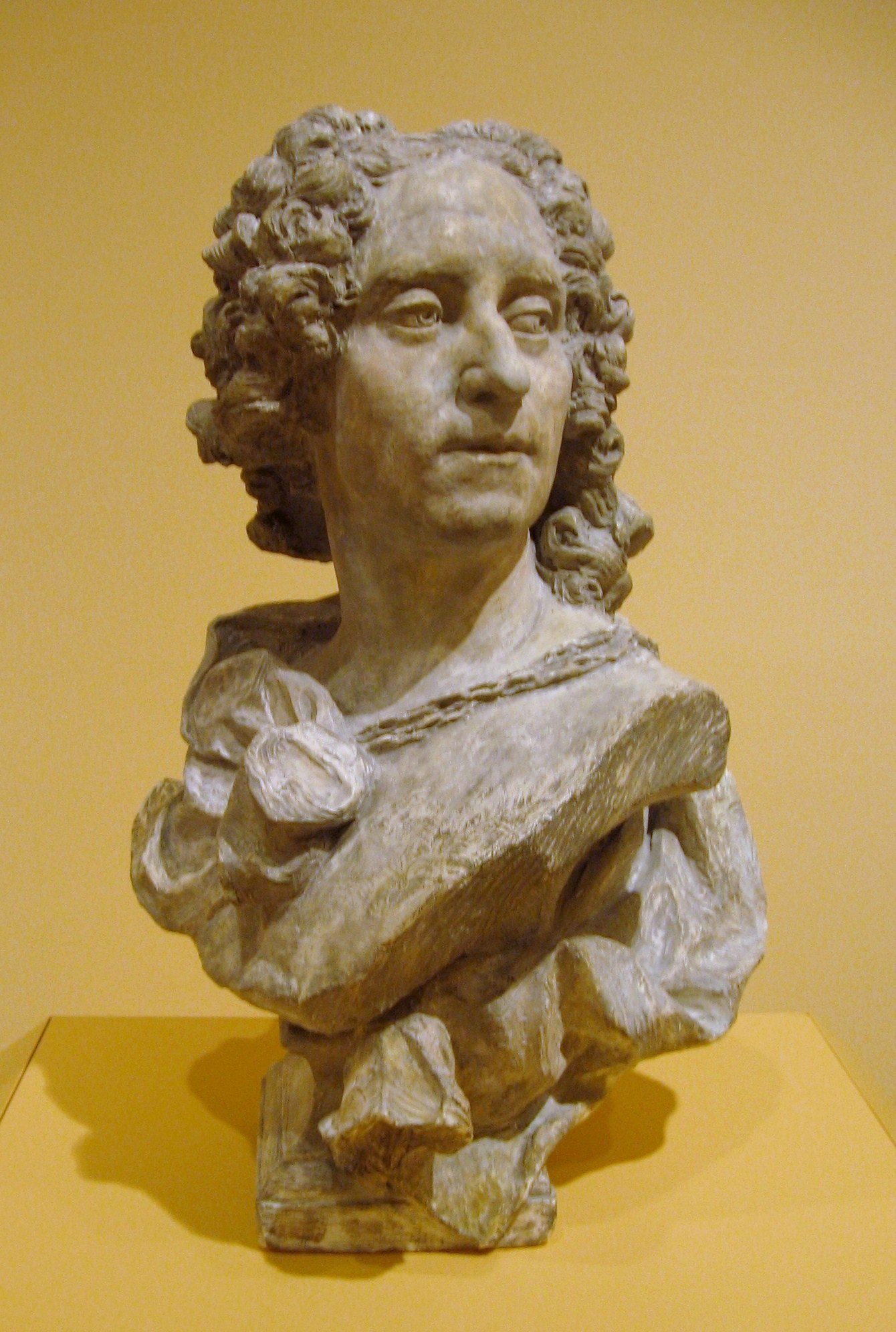
Byst av Noel-Nicolas Coypel, gjord av Lemoyne.

Jean-Baptiste Lemoyne, född 15 februari 1704 i Paris, död där 1778, var en fransk skulptör, verksam vid Ludvig XV:s hov.
Jean-Baptiste Lemoynes farfar Jean Lemoyne (1638-1709) hade varit dekoratör och gravör. Fadern Jean-Louis Lemoyne (1665-1755) var elev till Antoine Coysevox och utförde dekorativa arbeten för kyrkor och arbetar samt ett stort antal porträttbyster i rokokostil. Själv fick Lemoyne sin utbildning dels i Paris, dels i Italien samt blev elegant rokokoskulptör, var kvinnobyster särskilt beundrades. I Saint-Roch i Paris utförde Lemoyne två mausoleer samt i invaliddomen.